# Волфова награда за физику
Волфова награда за физику је награда коју једном годишње додељује Волфова фондација у Израелу. Ово је једна од шест Волфових награда које се додељују од 1978. године; остале су за пољопривреду, хемију, математику, медицину и уметност.
Волфове награде за физику и хемију често се сматрају најпрестижнијим наградама за ове области после Нобелове награде. Нагада за физику стекла је углед због „предвиђања” будућих Нобеловаца – од 26 награда додељених између 1978. и 2010. године, 14 добитника је освојило и Нобелову награду, од чега је 5 добило одмах наредне године.

## Добитници[2]
| Година  | Име                                          | Националност                                                                                          |
| 1978    | Ву Ђен-Сјунг                                 | Сједињене Америчке Државе                                                                             |
| 1979    | Џорџ Уленбек                                 | Холандија / Сједињене Америчке Државе                                                                 |
| 1979    | Ђузепе Окијалини                             | Италија                                                                                               |
| 1980    | Мајкл Фишер Лео Каданоф Кенет Г. Вилсон      | Уједињено Краљевство · Сједињене Америчке Државе · Сједињене Америчке Државе                          |
| 1981    | Фриман Дајсон Герард 'т Хофт Виктор Вајскопф | Уједињено Краљевство / Сједињене Америчке Државе; · Холандија; · Аустрија / Сједињене Америчке Државе |
| 1982    | Леон М. Ледерман Мартин Луис Перл            | Сједињене Америчке Државе · Сједињене Америчке Државе                                                 |
| 1983/84 | Ервин Хан                                    | Сједињене Америчке Државе                                                                             |
| 1983/84 | Питер Херш                                   | Уједињено Краљевство                                                                                  |
| 1983/84 | Теодор Мејман                                | Сједињене Америчке Државе                                                                             |
| 1985    | Конјерс Херинг Филип Нозијер                 | Сједињене Америчке Државе · Француска                                                                 |
| 1986    | Мичел Фајгенбаум                             | Сједињене Америчке Државе                                                                             |
| 1986    | Албер Ж. Либшабер                            | Француска / Сједињене Америчке Државе                                                                 |
| 1987    | Херберт Фридман                              | Сједињене Америчке Државе                                                                             |
| 1987    | Бруно Роси Рикардо Ђакони                    | Италија / Сједињене Америчке Државе · Италија / Сједињене Америчке Државе                             |
| 1988    | Роџер Пенроуз Стивен Хокинг                  | Уједињено Краљевство · Уједињено Краљевство                                                           |
| 1989    | Није додељена                                | |
| 1990    | Пјер-Жил де Жен Дејвид Таулес                | Француска; · Уједињено Краљевство / Сједињене Америчке Државе                                         |
| 1991    | Морис Голдхабер Валентин Телегди             | Сједињене Америчке Државе; · Швајцарска / Сједињене Америчке Државе                                   |
| 1992    | Џозеф Х. Тејлор мл.                          | Сједињене Америчке Државе                                                                             |
| 1993    | Беноа Манделброт                             | Француска / Сједињене Америчке Државе                                                                 |
| 1994/95 | Виталиј Гинзбург                             | Русија                                                                                                |
| 1994/95 | Јоичиро Намбу                                | Јапан / Сједињене Америчке Државе                                                                     |
| 1995/96 | Није додељена                                | |
| 1996/97 | Џон Арчибалд Вилер                           | Сједињене Америчке Државе                                                                             |
| 1998    | Јакир Ахаронов Мајкл Бери                    | Израел · Уједињено Краљевство                                                                         |
| 1999    | Дан Шехтман                                  | Израел                                                                                                |
| 2000    | Рејмонд Дејвис мл. Масатоши Кошиба           | Сједињене Америчке Државе · Јапан                                                                     |
| 2001    | Није додељена                                | |
| 2002/03 | Бертранд Халперин Ентони Легет               | Сједињене Америчке Државе; · Уједињено Краљевство / Сједињене Америчке Државе                         |
| 2004    | Роберт Браут Франсоа Англер Питер Хигс       | Белгија · Белгија · Уједињено Краљевство                                                              |
| 2005    | Данијел Клепнер                              | Сједињене Америчке Државе                                                                             |
| 2006/07 | Алберт Ферт Петер Гринберг                   | Француска · Немачка                                                                                   |
| 2008    | Није додељена                                | |
| 2009    | Није додељена                                | |
| 2010    | Џон Ф. Клаузер Ален Аспе Антон Цајлингер     | Сједињене Америчке Државе · Француска · Аустрија                                                      |
| 2011    | Максимилијан Хајдер Харалд Розе Кнут Урбан   | Аустрија · Немачка · Немачка                                                                          |
| 2012    | Јакоб Бекенштајн                             | Израел                                                                                                |
| 2013    | Петер Цолер Игнасио Сирак                    | Аустрија · Шпанија                                                                                    |
| 2014    | Није додељена                                | |
| 2015    | Џејмс Д. Бјоркен                             | Сједињене Америчке Државе                                                                             |
| 2015    | Роберт Киршнер                               | Сједињене Америчке Државе                                                                             |
| 2016    | Јозеф Имри                                   | Израел                                                                                                |
| 2017    | Мишел Мајор Дидје Кело                       | Швајцарска · Швајцарска                                                                               |
| 2018    | Чарлс Х. Бенет Жил Брасард                   | Сједињене Америчке Државе · Канада                                                                    |